# Kozaćkyj Kut
Kozaćkyj Kut (ukr. Козацький Кут) – wieś na Ukrainie, w obwodzie dniepropetrowskim, w rejonie krzyworoskim, w hromadzie Apostołowe. W 2001 liczyła 861 mieszkańców, spośród których 811 wskazało jako ojczysty język ukraiński, 38 rosyjski, 2 mołdawski, 9 białoruski, a 1 inny.
Do 2024 roku miejscowość nosiła nazwę Persze Trawnia (ukr. Перше Травня).